# Скорпион ЛТА (бронеавтомобиль)
Скорпион — ЛТА — бронеавтомобиль, представленный весной 2011 года на международном салоне «Комплексная безопасность-2011». Построен на базе иностранных комплектующих, имеет бронирование по классу 6а (крыша — класс 5). Днище V-образной формы (для лучшего рассеивания фугасного воздействия) выдерживает подрыв на минах и фугасах до шести килограммов в тротиловом эквиваленте.

## Варианты
Автомобиль представлен в трех вариантах:
- ЛТА-1 с открытым кузовом и тентом, он для жаркого климата, для перевозки крупногабаритных грузов, масса 2,5 т, грузоподъемность 1,5 тонны, скорость 140 км/ч;
- ЛТА-2 с цельнометаллической крышей, грузоподъемность 1 тонна;
- ЛТА-2Б, полная масса 4,1 т, 8 посадочных мест: 6 человек десанта, командир и водитель, скорость до 130 км/ч, класс бронирования 5 (2 класс защиты по новому ОТТ, это больше чем у большинства советских бронетранспортеров); на крыше может быть установлен дистанционно управляемый модуль со сменным вооружением: пулемет ПКБ калибра 7,62, пулемет «Утес» 12,7 мм или 30-мм гранатомет АГС-30.

В период государственных испытаний по автомобилю было произведено 156 выстрелов из СВД, был произведен подрыв 600 грамм тротила под днищем, 2 кг под задним колесом и 2 кг под передним колесом.

## Тактико-технические характеристики
| Колёсная формула | 4 × 4                                                       |
| Вооружение       | на прототипе был установлен пулемет «Печенег» калибра 7,62. |
| Экипаж           | 5-8 человек в зависимости от модификации                    |
| Дорожный просвет | 300 мм                                                      |
| Вес              | 5000 кг                                                     |
| Скорость         | 130 км/ч                                                    |
| Запас хода       | 1000 км                                                     |
| Длина            | 5,19 м                                                      |
| Ширина           | 2,15 м                                                      |
| Высота           | 2,06 м                                                      |